# Ласерски даљиномер
Ласерски даљиномер или ласерски мерач раздаљине је оптички уређај који мери удаљеност објекта помоћу ласерског снопа. Састоји се од ласера који ради у импулсном режиму и фотодетектора. Растојање до објекта се одређује „индиректно“, мерењем времена које је потребно да сноп пређе пут до објекта и назад. Односно мерењем временске разлике од генерисања импулса па до његовог пријема, док се за мерења веће прецизности од сантиметра користе и друге технике као што је мерење фазне разлике континуалног модулисаног ласерског зрачења.
Ласерски даљиномер налази примену као алат за извођаче разних грађевинских радова, у геодезији и индустрији. 
У војсци се користи као средство за нишањење на многим прецизним системима за контролу ватре, као што су тенковски, бродски и авионски, а последњих деценија примену налази и код пешадијског наоружања као што је снајперска пушка, омогућавајући снајперу да прецизно измери растојање до циља.